# Differenz (Luhmann)
Differenz im Sinne der Systemtheorie ist ein epistemologischer Grundbegriff der soziologischen Systemtheorie von Niklas Luhmann. Er bezeichnet, dass etwas von etwas anderem unterschieden oder getrennt werden kann. Für Luhmann (1984) war beispielsweise die Unterscheidung eines Systems zu einem anderen bzw. zu seiner Umwelt relevant. Ferner differenziert er dazu zwischen Erwartungen und Entscheidungen – innerhalb eines bestimmten Systems bestehen Erwartungen an seine Systemmitglieder, in unterschiedlichen Systemen wird unterschiedlich an den Einzelnen erwartet und dessen Entscheidungen und Verhalten erfolgen dann in relationaler Abhängigkeit (in Zwischen-, evtl. auch in Gegenabhängigkeit zu jenen oder anderen Systemerwartungen).

## Details
Der Begriff „Differenz“ ist sehr abstrakt gefasst. Ihm liegt die Überzeugung zugrunde, dass die beispielsweise mit der Sprache bezeichneten Dinge nicht aus sich heraus eine Wesenhaftigkeit haben, die ihre Unterscheidbarkeit sicherstellt, sondern jede Unterscheidung muss in die Welt eingeführt werden. Es gibt keine feste Welt, die unabhängig von einem Beobachter ist, wie sie ist – sondern was es 'gibt', ist das, was Beobachter beobachten; das heißt, auf welche Weise Beobachter differenzieren. (Luhmann liest demnach den Beginn des ersten Schöpfungsberichtes der Genesis so, dass darin ausgedrückt wird, dass die Welt erst durch die erste Unterscheidung zwischen Tag und Nacht wird; der Mensch, der zu unterscheiden lernt – das Böse und das Gute –, wird aus dem Paradies vertrieben.) Luhmann beruft sich für diese Grundposition auf George Spencer-Brown und seine distinction (Unterscheidung), doch greift er auch gewisse Gesichtspunkte der Betrachtungen auf, die Jacques Derrida zum Ausdruck différance entwickelt.
Luhmanns Zuspitzung und Präzisierung des Konzeptes korrespondiert mit einer konstruktivistischen Beschreibung der Welt. Mit einer Differenz etabliert man gewissermaßen erst die Möglichkeit eines Zugriffs. So ist die Unterscheidbarkeit einer Blume durch nichts Wesenhaftes an ihr vorgegeben; es gibt nicht die Blume, deren Existenz sich als solche einem Beobachter aufdrängen kann; selbst die Tatsache, dass ein Mensch aus den Sinnesdaten letztlich eine Blume zu einem Objekt macht (und nicht etwa nur die Blüten oder die Blume von der Wiese nicht unterscheiden kann), ist keineswegs durch irgendetwas erzwungen. Es ist demnach auch nicht zu begründen und zu erklären, wie eine Differenz in die Welt kommt; sie emergiert.
Auch Differenz ist nur als Differenz, als Unterscheidung zwischen Differenz und Identität zu begreifen. Identität meint dabei im engeren Sinne, dass etwas von etwas anderem nicht unterschieden wird. Damit bezeichnet es auch das (zumindest kurzzeitige) Fixieren von etwas, um es weiteren Operationen zugänglich zu machen.
Differenz ist im Wesentlichen gleichwertig mit dem systemtheoretischen Begriff der Unterscheidung, doch akzentuiert Unterscheidung die Operation, während die Differenz die Getrenntheit oder Geschiedenheit selbst bezeichnet. Auf ähnliche Weise ist der Begriff mit der Medium-Form-Unterscheidung verknüpft. Eine Unterscheidung lässt sich auch auffassen als eine Verwendung einer Form im Sinne der Medium-Form-Unterscheidung; die Differenz ließe sich, wenn man sich eine Form wie George Spencer-Brown verbildlicht, als die Trennlinie auffassen.
Wichtige Differenzen für die soziologische Systemtheorie sind System/Umwelt, Erleben/Handeln, Aktualität/Möglichkeit (Sinn).